# K.u.k. Ulanenregiment „Graf Huyn“ Nr. 12

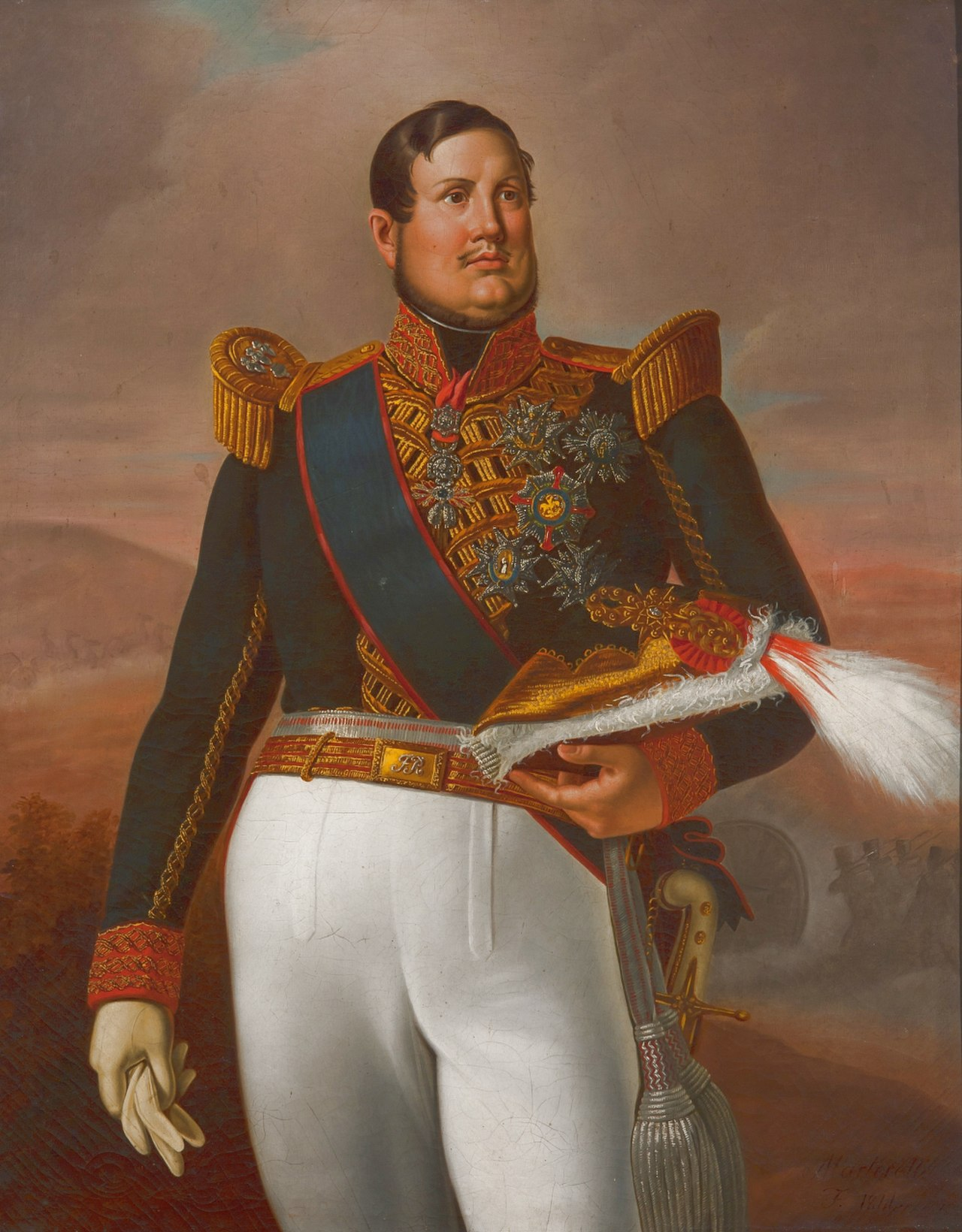
Der erste Regimentsinhaber, König Ferdinand II.

Das k.u.k. Ulanenregiment „Graf Huyn“ Nr. 12 war ein Kavallerieverband der Gemeinsamen Armee Österreich-Ungarns.
1914 gehörte das Regiment zu: - XIII. Armeekorps – 10. Kavallerie Truppendivision – 8. Kavalleriebrigade.
Die ethnische Zusammensetzung bestand zu diesem Zeitpunkt aus:
81 % Kroaten/Serbie
19 % andere Nationalitäten, die Regimentssprache war kroatisch.
Im Jahre 1915 wurden alle Ehrennamen ersatzlos gestrichen. Der Verband hieß von da an offiziell nur noch „k.u.k. Ulanenregiment Nr. 12“. (Dies ließ sich jedoch im allgemeinen Sprachgebrauch nicht durchsetzen, einerseits weil sich niemand daran hielt, andererseits hatte die sparsame k.u.k. Militäradministratur verfügt, zuerst alle vorhandenen Stempel und Formulare aufzubrauchen.)

## Errichtung
Mit Allerhöchstem Befehl vom 4. März 1854 wurde im gleichen Jahr in Austerlitz das Ulanen-Regiment Nr. 12 zu vier Divisionen aufgestellt. Dazu mussten alle Kavallerieregimenter Personal abstellen.

### Ergänzungen
Das Regiment erhielt seinen Personalersatz immer aus Kroatien und Slawonien und zwar anfänglich aus dem Bezirk des Infanterieregiments Nr. 53 (Varaždin|Warasdin)
- 1860–1875 auch aus dem Bezirk des Infanterieregiments Nr. 78 (Essegg)
- 1875–1883 wieder aus dem Bezirk des Infanterieregiments Nr. 53 (nunmehr Agram)
- 1883–1889 aus den Bezirken der Infanterieregimenter Nr. 16, 70 und 78 (Belovár, Peterwardein und Essegg)
- Seit 1890  aus dem Bereich des XIII. Korps (Militär-Territorial-Bezirk Agram)

## Friedensgarnisonen
- 1854 Austerlitz
- 1855 Wien
- 1856 Baden-Himberg
- 1857–1859 Mailand
- 1859 Padua
- 1863 Pordenone
- 1864 Sacile
- 1865–1866 Udine
- 1866 Kronstadt
- 1871 Maria-Theresiopel
- 1878 Požega
- 1879 Agram
- 1880 Klagenfurt
- 1892 Essegg
- 1894 Székesfehérvár
- 1903 Stab: Székesfehérvár – I. Div[3]: Tolna – II. Div: Székesfehérvár
- 1912 Stab: Warasdin – I. Div: Agram – II. Div:Csáktornya
- 1914 Stab: Warasdin – I. Div + 4. Esk. Agram – II. Div + 5. + 6. Esk Csáktornya – 1. Esk Sarajevo

## Regimentsinhaber
- 1854: Ferdinand II., König beider Sizilien
- 1859–1894: Franz II., König beider Sizilien
- 1894–1895: unbesetzt
- 1895–1902: General der Kavallerie Otto Freiherr von Gagern
- 1902–1913: General der Kavallerie Wilhelm Freiherr von Bothmer
- 1913–1915: Feldmarschalleutnant Karl Georg Graf Huyn

### Zweite Inhaber
- 1854–1882 General der Kavallerie August Freiherr von Lederer

### Regiments-Kommandanten
- 1854: Oberst Ferdinand Wussin († 1876), Sohn des Kreishauptmanns Ferdinand Wussin (1770–1848)
- 1859: Oberst Carl Freiherr von Sturmfeder
- 1863: Oberst Franz Berres Edler von Perez
- 1867: Oberst Alexander Raimondi
- 1875: Oberst Miecislaus Ritter Laszowski von Kraszkowice
- 1877: Oberstlieutenant-Oberst Sebastian Zwakon
- 1879: Oberstlieutenant-Oberst Maxmilian Graf Schönfeld
- 1886: Oberstlieutenant-Oberst Heinrich Graf Lamberg
- 1891: Oberstlieutenant-Oberst Gustav Freiherr von Goumoens
- 1897: Oberstlieutenant-Oberst Emil Lyro von Onor
- 1903: Oberst Heinrich Matic von Dravodol
- 1909: Oberst Johann Schilling
- 1913: Oberst Johann Pollet Edler von Polltheim

## Gefechtskalender

### Sardinischer Krieg
1859: Das Regiment wurde divisions- oder eskadronsweise, teils im Verband des IX. Korps (Johann Franz von Schaffgotsch), teils im V. Korps (Graf Stadion) eingesetzt. Abteilungen waren in Gefechten bei Frassinetto und Valenza beteiligt, die 1., 3. und 4. Eskadron kämpfte im Gefecht bei Montebello, die 5. Eskadron im Gefecht bei Palestro. In der Schlacht bei Magenta deckte die 4. Division (Major Berres) unter Verlusten die rechte Flanke der Brigade Baltin (Kämpfe um Buffalora). Ein aus Zügen mehrerer Eskadronen bestehendes Streifkommando unter Major Freiherr von Appel kämpfte erfolgreich bei Castel Venzago und in der Schlacht von Solferino, wo es durch mehrere Attacken den Rückzug der Division Prinz Hessen des VII. Korps deckte. auch die übrigen Eskadronen, die einzelnen Infanteriebrigaden zugeteilt waren, nahmen dieser Schlacht teil. Major Appel erhielt nachträglich den Militär-Maria-Theresien-Orden.

### Deutscher Krieg
Im Dritten Italienischen Unabhängigkeitskrieg kämpfte das Regiment mit vier Eskadronen mit Teilen im Verband des V. Korps und in der Kavallerie-Reserve in der Schlacht bei Custozza. Insbesondere waren es drei Züge unter Rittmeister Freiherr von Bechtolsheim, die durch eine Attacke auf zwei feindliche Brigaden diese zersprengten.
Die 5. Eskadron war der mobilen „Streifbrigade Zastavnikovic“ im Friaul zugeteilt. Rittmeister Bechtolsheim erhielt – inzwischen zum Major befördert – 1870 nachträglich den Militär-Maria-Theresien-Orden.

### Okkupation von Bosnien-Herzegowina
Bei der 1878 anlässlich des Berliner Kongresses erfolgten Sanktionierung der Okkupation von Bosnien-Herzegowina durch Österreich-Ungarn war das Regiment Teil der Okkupationstruppen. Außer einigen kleineren Scharmützeln hatte es keine Gefechtsberührung.

### Erster Weltkrieg
Im Ersten Weltkrieg sahen sich die Kavallerie-Regimenter den unterschiedlichsten Verwendungen ausgesetzt. Zum Teil bestanden sie im Regimentsverband weiter, zum Teil wurden sie eskadronsweise auf die Infanterie-Truppendivisionen, Korps- und Armeestäbe als sogenannte Divisionskavallerie aufgeteilt. Sie versahen dort Dienste als Aufklärungs- und Meldereiter sowie als Sicherungs-Detachements. Die meisten der Regimenter mussten jedoch bald die Pferde abgeben, soweit sie noch welche hatten, und kamen danach zum infanteristische Einsatz. Ausgenommen hiervon waren nur die Regimenter der 4. Kavallerie-Truppendivision.
Da eine Regimentsgeschichte bislang nicht vorliegt, ist der genaue Verbleib der Einheit bei Kriegsende nicht bekannt.

## Adjustierung
- 1854: carmoisinrote[4] Czapka, dunkelgrüne Ulanka und Pantalons, scharlachrote Egalisierung, gelbe Knöpfe
- 1865: blaue Tatarka, lichtblaue Ulanka, krapprote Egalisierung und Hosen, gelbe Knöpfe
- 1868: dunkelblaue Tatarka, lichtblaue Ulanka, krapprote Egalisierung und Stiefelhosen, gelbe Knöpfe
- 1876: dunkelblaue Czapka, lichtblaue Ulanka, krapprote Egalisierung und Stiefelhosen, gelbe Knöpfe.

Mit der Adjustierung des Jahres 1876 rückte das Regiment in den Ersten Weltkrieg aus. Lediglich die Tschapkas waren mit einem schilfgrauen Überzug versehen oder kurzerhand grau übermalt worden.

## Gliederung
Ein Regiment bestand in der Österreichisch-Ungarischen Kavallerie in der Regel ursprünglich aus drei bis vier (in der Ausnahme auch mehr) Divisionen. (Mit Division wurde hier ein Verband in Bataillonsstärke bezeichnet. Die richtige Division wurde Infanterie- oder Kavallerie-Truppendivision genannt.) Jede Division hatte drei Eskadronen, deren jede wiederum aus zwei Kompanien bestand. Die Anzahl der Reiter in den einzelnen Teileinheiten schwankte, lag jedoch normalerweise bei etwa 80 Reitern je Kompanie bzw. 160 Reitern je Eskadron.
Bei der, durch Kaiser Joseph II. begonnenen Heeresreform war allerdings die Kompaniegliederung innerhalb der Kavallerie bereits aufgegeben worden.
Die einzelnen Divisionen wurden nach ihren formalen Führern benannt:
- die 1. Division war die Oberst-Division
- die 2. Division war die Oberstlieutenant (Oberstleutnant)-Division
- die 3. Division war die Majors-Division
- die 4. Division war die 2. Majors-Division
- die 5. Division (falls vorhanden) wurde 3. Majors-Division genannt

Im Zuge der Heeresreform wurden die Kavallerie-Regimenter ab 1860 auf zwei Divisionen reduziert.